# Zhou Lulu
Zhou Lulu est une haltérophile chinoise née le 19 mars 1988. Elle est championne du monde et championne olympique dans la catégorie +75 kg.

## Palmarès
- Jeux olympiques d'été :
  - Jeux olympiques de 2012 à Londres :
    -  Médaille d'or en haltérophilie femme +75 kg.
- Championnats du monde :
  - Championnats du monde 2011 à Paris :
    -  Médaille d'or en haltérophilie femme +75 kg.